# (8121) Altdorfer
(8121) Altdorfer (2572 P-L) – planetoida z pasa głównego asteroid okrążająca Słońce w ciągu 3,35 lat w średniej odległości 2,24 au. Odkryta 24 września 1960 roku. Nazwana na cześć niemieckiego malarza Albrechta Altdorfera.